# Ропа Рози (Червоний яр)
Ропа Рози (румунська «Червоний Яр») є територією, що охороняється, пам'яткою природи національного значення  в повіті Алба, Румунія. Це геологічний і ботанічний заповідник, розташований на крайньому південному заході Секашель плато на правому березі Секаш Маре, близько 4 км на північ від міста Себеш. Площа близько 24 га, класифікується як Категорія МСОП III ступеня.
Ерозія та стік води дали йому видний, різкий скелястий вигляд у схилі гори. Сам Ропа Рози має площу близько 10 га. Ропа Рози тягнеться протягом 800 метрів. Його висота від 50-125 метрів до 300-425 метрів абсолютної висоти. Величезна стіна, майже вертикальна, справляє враження зруйнованого пам'ятника предків. Яруси колон і пірамід, розділених ярами, утворюють безплідні землі мікрорельєфу. Перша доповідь Усатівська культура про Ропа Розу знайдена у виступі прот. У. Шустера в 1865 році.
Це була перша археологічна розвідка, зроблена ним, яка виявила залишки великих і малих гончарних виробів, які були з орнаментом, що також свідчить про Усатівську культуру.

## Геологія

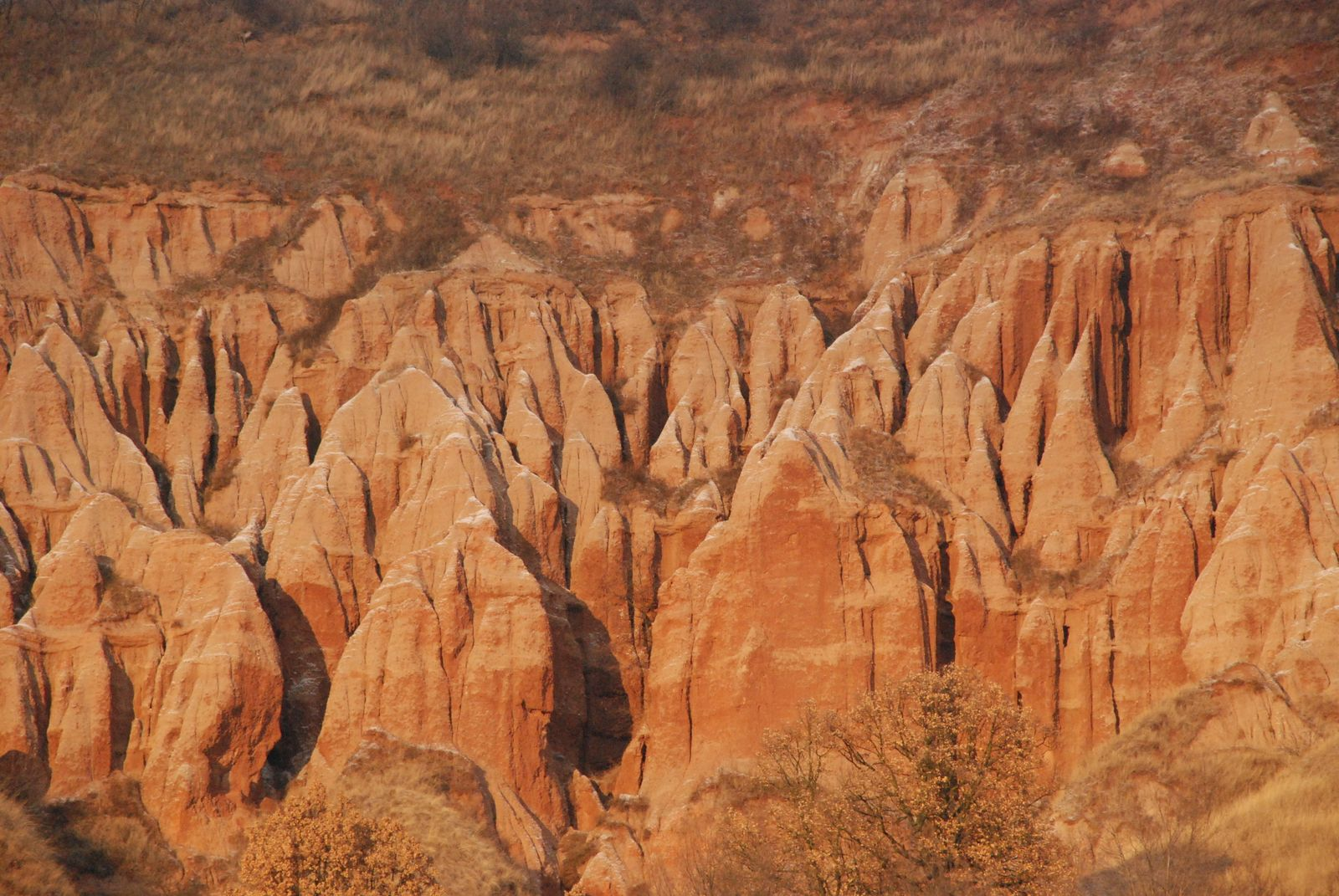

Ропа Рози - геологічний заповідник та пам'ятка природи з незвичайними функціями червоного ліжка. Оцінка геологічного віку утворень була складною задачею, оскільки в минулому не було виявлено залишків копалин.,
Геологічна пам'ятка була  названа «чудом природи».
Її стіни піднімаються на висоту 80-100 м. Скельні утворення природно різьблені з дуже незвичайними формами колон, веж і пірамід складалися століттями від ерозії дощовою водою. Дослідження об'єкта показали геологічні утворення гравію, кварцових пісків і пісковиків. 
Родовища відрізняються "послідовністю червоної глини, сірих та червонових мильних каменів, сипучих білих мило-каменів".
Всі вони демонструють червонуватий колір. Глибокі яри утворюються і під час дощів, вода,яка  тече по глибоких ярах має червоний колір, а яка падає в яри робить ревучий звук.
В околицях тече річка Ропа Рози.

## Флора

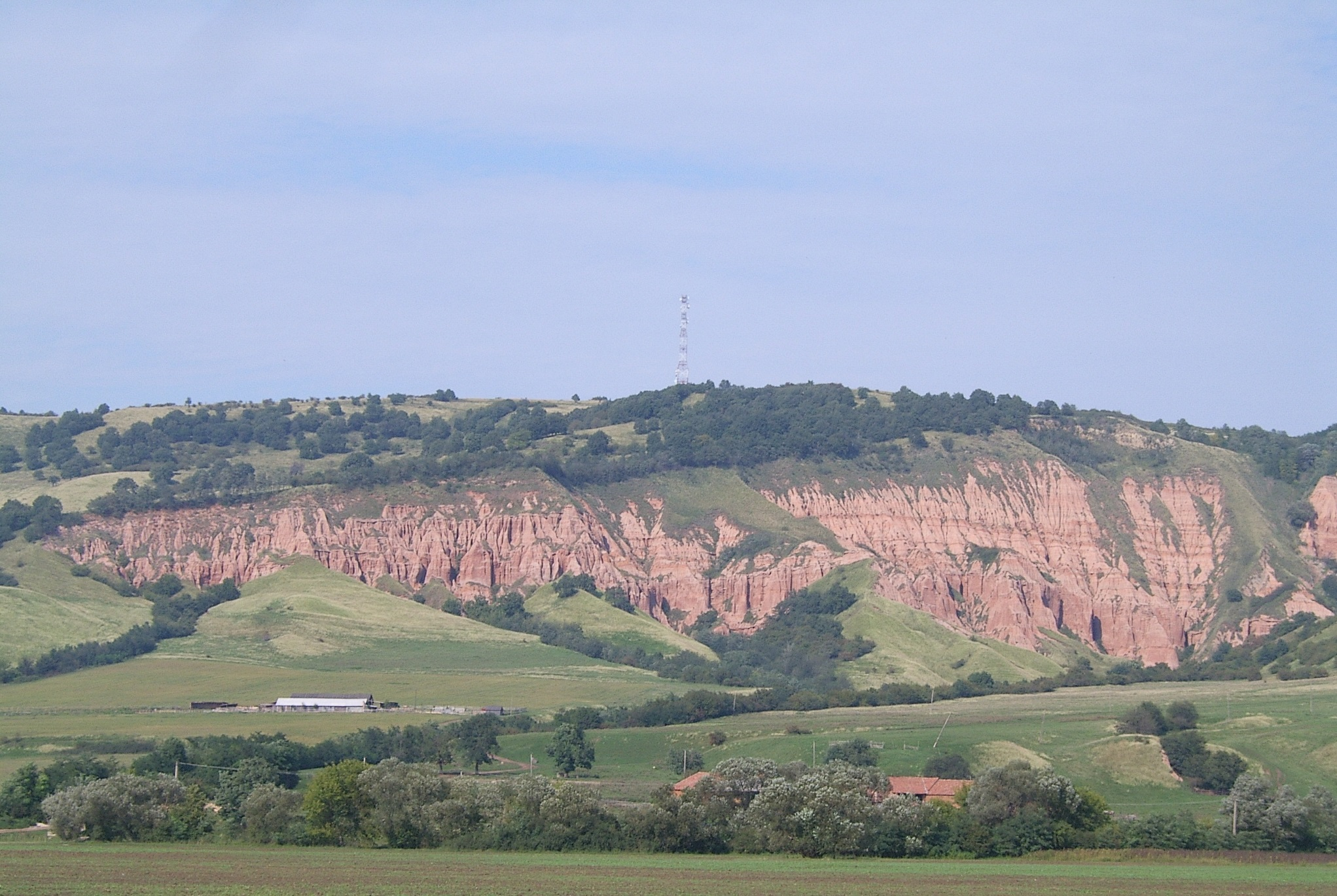
Ропа Рози

В області Ропа Рози є багато рідкісних та ендемічних рослин. Квіткові види, які є в парку: Кизильник integerrimus, Ефедра двоколоса, Волошка, Гвоздика serotinus, Cephalaria випромінююча і Аспленіум чорного перцю. Для розробки плану управління заповідником, було проведено дослідження на флору і фауністичні ресурси на території заказника. Враховуючи ці дані, у відомостях про флору значиться 144 види рослин з 41 родини. З них 8 видів знаходяться під загрозою зникнення, вони характерні для экорегіонів на ксерофільних луках та для Xerothermic субконтінентальних дубових лісів: Cephalaria випромінююча, Cephalaria uralensis Батьківщина, Onosma pseudoarenaria, Jurinea молліс ССП.  (transsilvanica), Сальвія transsilvanica, шавлія поникла, Волошка atropurpurea і Дуб пухнастий.
Також до рідкісних видів рослин відносять Кизильник, Волошка, Гвоздика serotinus, Cephalaria радіата і Аспленій чорний.

## Фауна
Для складання плану управління природним заповідником було проведено дослідження на території флори та фауни в резервній зоні.
Орнітофауна
| - Жайворонок польовий - Яструб великий - Синиця довгохвоста - Канюк звичайний - Щиглик - Зеленяк (птах) - Костогриз (рід) - Крук | - Ворона сіра - Лунь польовий - Дятел звичайний - Вільшанка (птах) - Зяблик - Боривітер звичайний - Сойка - Просянка (птах) | - Синиця блакитна - Синиця велика - Гаїчка болотяна - Горобець хатній - Горобець польовий - Горихвістка чорна - Вівчарик-ковалик - Сорока звичайна | - Трав'янка лучна - Повзик звичайний - Сова сіра - Шпак звичайний - Волове очко - Дрізд співочий - Дрізд чорний |

Земноводні
- Райка деревна
- Жаба прудка

Види рептилій
| - Ящірка прудка - Ящірка зелена | - Ящірка мурова - Веретільниця ламка | - Мідянка звичайна |

## Палеонтологія
Палеонтологічні  дослідження яру Ропа Рози були проведені біля міста Себеш, на південно-західній стороні Трансильванського басейну. Дослідження були розпочаті в 1969 році. Викопні рештки організмів були описані в попередніх дослідженнях. Виходячи з досліджень, проведених Кодреа та Діка в 2005 році, вони визначили вік цих утворень до віку раннього міоцену (також вважається еггенбурзько-отогнанський вік). Деякі з рідкісних скам'янілостей, наведених тут, - хребетні; один з них - каудальний хребет Завроподи (динозавр). Це оригінальне джерело копалини інтерпретується як основна формація Маарстріти-Приобона, яка руйнується протягом багатьох років. Палеонтологи, які займаються дослідженнями в Ропа Розі, вважають, що це єдиний рід завроподи, про який повідомлялось в будь-який  останній  час (крейдові маастрихські формування) у Румунії, які можуть бути названі Magyarosaurus(травоядний динозавров).

## Дивись  також
- Річка Ропа Рози